# Épisodes de Heathers
Cet article présente le guide des épisodes de la série télévisée américaine Heathers.

## Diffusions
- Avant sa diffusion américaine, la série a été diffusée dans plusieurs pays, majoritairement européens. La première diffusion de la série débute le 11 juillet 2018 sur le service HBO Europe qui entame la diffusion de la série dans tous les pays où le service est disponible. La diffusion se termine le 18 juillet 2018 dans certains pays et un peu plus tard dans d'autres. Dans ces pays, la série a été diffusée dans sa version originale non censurée[1].
- Aux États-Unis, après plusieurs reports, Paramount Network diffuse la série le 22 octobre 2018 sur son service de streaming puis entre le 25 octobre 2018 et le 29 octobre 2018 à la télévision dans une version censurée de 9 épisodes, certains passages étant considérés trop sensible pour le public américain en raison de l'augmentation de la violence en milieu scolaire dans le pays[2].
- La série est inédite dans tous les pays francophones, néanmoins, la version non censurée a été doublée en français[3].

## Distribution

### Acteurs principaux
- Grace Victoria Cox (VF : Kelly Marot) : Veronica Sawyer
- Melanie Field (VF : Karine Foviau) : Heather Chandler
- James Scully (VF : Benjamin Bollen) : Jason « J.D. » Dean
- Brendan Scannell (VF : Paolo Domingo) : Heather « Heath » Duke
- Jasmine Mathews (VF : Laurence Sacquet) : Heather McNamara

### Acteurs récurrents
- Deanna Cheng (VF : Laurence Dourlens) : Pauline Fleming
- Drew Droege (en) (VF : Laurent Morteau) : Maurice Dennis
- Kurt Fuller (VF : Marc Perez) : le principal Gowan
- Travis Schuldt (VF : Yann Guillemot) : coach Cox
- Nikki SooHoo (VF : Lila Lacombe) : Betty Finn
- Cameron Gellman (VF : Adrien Solis) : Kurt Kelly
- Mandy June Turpin (VF : Daria Levannier) : Mme Sawyer
- Wallace Langham (VF : Guillaume Bourboulon) : Kevin Sawyer
- Rebecca Wisocky : Martha Chandler
- Jamie Kaler (en) (VF : Guillaume Bourboulon) : « Big Bud » Dean
- Matthew Rocheleau (VF : Jérémy Bardeau) : David Waters
- Brett Cooper (VF : Cécile Gatto) : Brianna Parker
- Jesse Leigh (VF : Alexis Gilot) : Peter Dawson
- Romel De Silva (VF : Rémi Goutalier) : Kyle
- Adwin Brown (VF : Jérôme Ragon) : Seth
- Jeremy Culhane (VF : Jonathan Benhamou) : Dylen Lutz
- Christina Burdette (VF : Marion Lécrivain) : Julie
- Annalisa Cochrane (VF : Mélanie Mariale) : Shelby Dunnstock
- Sophia Grosso : Driffany Tompkins
- Allyn Morse : Annie
- Paige Weldon : Lily

### Invités
- Cayden Boyd (VF : Hervé Rey) : Ram Sweeney (4 épisodes)
- Karen Maruyama : Mme Finn (4 épisodes)
- Maisie de Krassel : Veronica jeune (4 épisodes)
- Birgundi Baker : Lizzy (3 épisodes)
- Ella Gross : Betty jeune (3 épisodes)
- Reece Caddell : Lucy McCord (3 épisodes)
- Jen Zaborowski : Mme Zaborowski (3 épisodes)
- Joel Spence : Mr Chandler (2 épisodes)
- Phil LaMarr : Mr McNamara (2 épisodes)
- Lilli Birdsell (VF : Juliette Degenne) : Mme McNamara (2 épisodes)
- April Bowlby : Teyna (2 épisodes)
- Salma Khan : Amita (2 épisodes)
- James Kirkland : le DJ (2 épisodes)
- Vic Chao : Mr Finn (2 épisodes)
- Casey Wilson (VF : Léovanie Raud) : Lexi Anne (2 épisodes)
- Maverick Thompson : « J.D. » jeune (1 épisodes)
- Evan Crooks (en) (VF : Jonathan Benhamou) : Jacob (1 épisodes)
- Michael D. Roberts : capitaine Lehman (1 épisodes)
- Mo Gaffney (en) : Margie Kane (1 épisodes)
- Josh Fadem (en) (VF : Adrien Solis) : Dathan (1 épisodes)
- Jeannetta Arnette (en) : Mme Kelly (1 épisodes)
- Lary Poinddexter : Mr Kelly (1 épisodes)
- Jen Caldwell : Cathy Ishmael (1 épisodes)
- Camille Hyde : Rebecca (1 épisodes)
- Emma Shannon : Heather Chandler jeune (1 épisodes)
- Jack R. Lewiw : Heather Duke jeune (1 épisodes)

### Invités spéciaux
- Selma Blair (VF : Laura Préjean) : Jade Duke (4 épisodes)
- Shannen Doherty (VF : Anne Rondeleux) : Mme Dean / Dr Destiny (3 épisodes)

## Épisodes

### Épisode 1: titre français inconnu (Pilot)
- Europe : 11 juillet 2018 sur HBO Europe (certains pays uniquement)
- États-Unis : 
  - 22 octobre 2018 sur le service de streaming de Paramount Network
  - 25 octobre 2018 sur Paramount Network

- États-Unis : 156 000 téléspectateurs (première diffusion)[4]

### Épisode 2: titre français inconnu (She's Going to Cry)
- Europe : 11 juillet 2018 sur HBO Europe (certains pays uniquement)
- États-Unis : 
  - 22 octobre 2018 sur le service de streaming de Paramount Network
  - 25 octobre 2018 sur Paramount Network

- États-Unis : 90 000 téléspectateurs (première diffusion)[4]

### Épisode 3: titre français inconnu (Date Rapes and AIDS Jokes)
- Europe : 11 juillet 2018 sur HBO Europe (certains pays uniquement)
- États-Unis : 
  - 22 octobre 2018 sur le service de streaming de Paramount Network
  - 26 octobre 2018 sur Paramount Network

- États-Unis : 70 000 téléspectateurs (première diffusion)[4]

### Épisode 4: titre français inconnu (Our Love Is God)
- Europe : 18 juillet 2018 sur HBO Europe (certains pays uniquement)
- États-Unis : 
  - 22 octobre 2018 sur le service de streaming de Paramount Network
  - 26 octobre 2018 sur Paramount Network

- États-Unis : 68 000 téléspectateurs (première diffusion)[4]

### Épisode 5: titre français inconnu (Reindeer Games)
- Europe : 18 juillet 2018 sur HBO Europe (certains pays uniquement)
- États-Unis : 
  - 22 octobre 2018 sur le service de streaming de Paramount Network
  - 27 octobre 2018 sur Paramount Network

- États-Unis : 141 000 téléspectateurs (première diffusion)[4]

- Le titre original de l'épisode, Reindeer Games, est une partie d'un dialogue de Heather Chandler (Kim Walker (en)) dans le film Fatal Games. Elle l'utilise quand elle révèle à Veronica son intention de ruiner sa vie sociale.
- Aux États-Unis, cet épisode a été diffusé dans une version censurée. Le passage où J.D. (James Scully) joue à un jeu vidéo de tir n'est plus présent[2].

### Épisode 6: titre français inconnu (Hot Probs)
- Europe : 18 juillet 2018 sur HBO Europe (certains pays uniquement)
- États-Unis : 
  - 22 octobre 2018 sur le service de streaming de Paramount Network
  - 27 octobre 2018 sur Paramount Network

- États-Unis : 94 000 téléspectateurs (première diffusion)[4]

### Épisode 7: titre français inconnu (Do I Look Like Mother Theresa?)
- Europe : 18 juillet 2018 sur HBO Europe (certains pays uniquement)
- États-Unis : 22 octobre 2018 sur le service de streaming de Paramount Network

- Programmés à la télévision américaine le 28 octobre 2018 sur Paramount Network, les épisodes sept et huit furent finalement uniquement diffusés en ligne sur le service de streaming de la chaîne à la suite de la fusillade dans une synagogue de Pittsburgh[5].
- Le titre original de l'épisode, Do I Look Like Mother Theresa?, est une réplique de Heather Chandler (Kim Walker (en)) dans le film Fatal Games. Elle l'utilise quand Veronica lui propose d'aller voir des étudiants moins populaires pour le sondage de l'école.

### Épisode 8: titre français inconnu (Call Us When the Shuttle Lands)
- Europe : 18 juillet 2018 sur HBO Europe (certains pays uniquement)
- États-Unis : 22 octobre 2018 sur le service de streaming de Paramount Network

- Pour les informations concernant la diffusion de cet épisode aux États-Unis, voir la section sur le septième épisode de la saison.
- Le titre original de l'épisode, Call Us When the Shuttle Lands, est une réplique du principal Gowan (John Ingle) dans le film Fatal Games. Il l'utilise pour parler de Pauline Fleming.

### Épisode 9: titre français inconnu (I'm a No-Rust-Build-Up Man Myself)
- Europe : 18 juillet 2018 sur HBO Europe (certains pays uniquement)
- États-Unis :
  - 22 octobre 2018 sur le service de streaming de Paramount Network
  - 29 octobre 2018 sur Paramount Network

- Le titre original de l'épisode, I'm a No-Rust-Build-Up Man Myself, est une réplique de J.D. (Christian Slater) dans le film Fatal Games. Il l'utilise quand Veronica prépare un remède contre la gueule de bois pour piéger Heather Chandler.
- Aux États-Unis, la scène finale de cet épisode est en réalité la scène d'introduction de l'épisode dix. Ce dernier a été entièrement censuré dans le pays en raison de son contenu jugé trop sensible pour le public américain[2].

### Épisode 10: titre français inconnu (Are We Going to Prom or Hell?)
- Europe : 18 juillet 2018 sur HBO Europe (certains pays uniquement)
- États-Unis : Non diffusé

- Le titre original de l'épisode, Are We Going to Prom or Hell?, est une réplique de Veronica (Winona Ryder) dans le film Fatal Games. Elle l'écrit dans son journal après les trois premiers meurtres.
- Cet épisode n'a pas été diffusé aux États-Unis en raison d'un décision de la chaîne de le censurer. Seul sa scène d'introduction, qui a été ajoutée à la fin du neuvième épisode, a été diffusée. Cette censure est dû au fait que le contenu de l'épisode ai été jugé trop sensible pour le public américain[2].